# Григорьевка (Молдова)
Григорьевка (рум. Grigorievca) — село в Каушанском районе Молдавии. Относится к сёлам, не образующим коммуну.

## География
Село Григорьевка расположено примерно в 8 км к северо-западу от города Кэушень. Ближайшие населённые пункты — Бакчалия и Новая Урсоая. В 9 км к востоку от села расположена железнодорожная станция Кэушень. Через село проходит международная трасса R30.
Село расположено на высоте 106 метров над уровнем моря. Неподалёку находится роща. Также около села есть лесополоса. Несколько озёр окружают село. В них водится разнообразная живность: рыбы, птицы, земноводные и рептилии.

## Население
По данным переписи населения 2004 года, в селе Григорьевка проживает 1254 человека (589 мужчин, 665 женщин).
Этнический состав села:
| Национальность | Число жителей | Процентный состав |
| -------------- | ------------- | ----------------- |
| украинцы       | 599           | 47,77             |
| молдаване      | 549           | 43,78             |
| русские        | 79            | 6,3               |
| гагаузы        | 10            | 0,8               |
| болгары        | 7             | 0,56              |
| цыгане         | 1             | 0,08              |
| румыны         | 1             | 0,08              |
| прочие         | 8             | 0,64              |
| Всего          | 1254          | 100 %             |

## Достопримечательности
- В селе находится мемориал на братской могиле погибших воинов[8].